# Orthoplana porsildi
Orthoplana porsildi är en plattmaskart som beskrevs av Steinbock 1932. Orthoplana porsildi ingår i släktet Orthoplana och familjen Otoplanidae. Inga underarter finns listade i Catalogue of Life.